# Feuerwehrfahrzeuge in der Schweiz

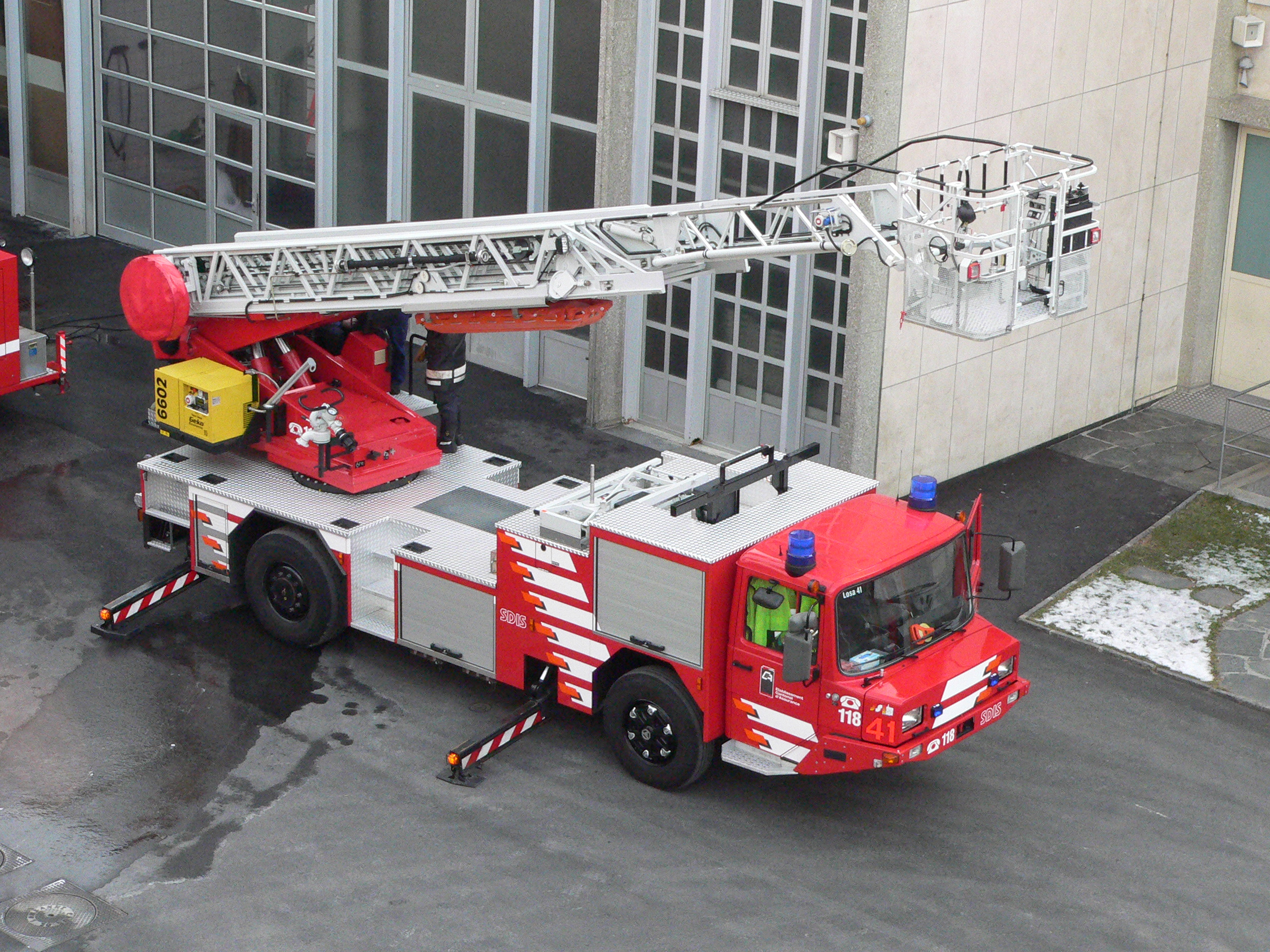
Drehleiter in Lausanne

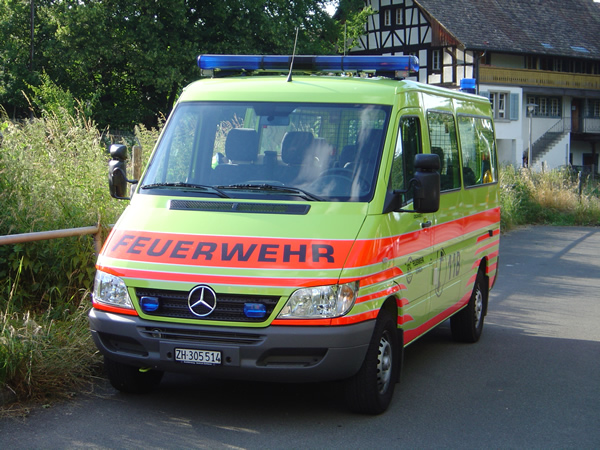
Feuerwehrfahrzeug aus Zürich

Aufgrund der Organisation der Feuerwehr in der Schweiz sind die Fahrzeugtypen der Feuerwehren zumindest im Grundsatz fest definiert.
Gemeinde-/ Freiwilligen Feuerwehren besitzen im Normalfall ein Tanklöschfahrzeug (TLF), ein Pionierfahrzeug (PIF) zur Technischen Hilfeleistung, ein Sanitätsfahrzeug (SAN) sowie eine Autodrehleiter (ADL).

## Farben
Die Feuerwehrfahrzeuge in der Schweiz sind in der Regel rot lackiert. Eine Ausnahme bildet der Kanton Zürich, wo neue Feuerwehrfahrzeuge seit den neunziger Jahren nicht mehr in Rot ausgeliefert werden. Aufgrund einer Studie der Gebäudeversicherung des Kantons haben die Feuerwehrfahrzeuge die Farbe Lemon (eine Mischung aus gelb und grün), da diese Farbe im Strassenverkehr auffälliger ist als das bisherige Rot. Bereits können aber auch in anderen Landesteilen, wie zum Beispiel dem Tessin, dem an Zürich grenzenden Kanton Schaffhausen oder in der französischsprachigen Westschweiz, Feuerwehrfahrzeuge in Gelb-Grün angetroffen werden. Fahrzeuge der Öl- und Chemiewehr sind im Kanton Zürich gelb mit einem violettfarbenen Streifen bemalt.

## Benennung
Die Feuerwehrfahrzeuge werden in der Schweiz in der Regel so benannt, dass der Typ des Fahrzeugs abgekürzt vorangestellt wird, gefolgt von der zweistelligen Jahreszahl der Inbetriebsetzung. TLF 89 bedeutet demnach, dass es sich um ein Tanklöschfahrzeug handelt, welches im Jahr 1989 in Betrieb genommen wurde. Besitzt eine Feuerwehr mehrere Fahrzeuge desselben Typs aus demselben Jahr, werden die Fahrzeuge zudem fortlaufend nummeriert. ADL 93/2 bedeutet demnach, dass es sich um eine Autodrehleiter aus dem Jahr 1993 handelt, wo mindestens zwei (meist baugleiche) Geräte aus diesem Jahr im Einsatz stehen.
Viele Feuerwehren verwenden die Nummerierung ohne jeglichen Bezug zum Jahrgang. So ist bspw. in der Feuerwehr Bern die Bezeichnung TLF 84 fix der Kompanie Bern-Land zugewiesen und hat somit keinen Bezug zu der Inbetriebnahme des Tanklöschfahrzeugs.
Vereinzelt bekommen die Feuerwehrfahrzeuge aber auch Namen oder werden in kleineren Feuerwehr nach der Fahrzeugmarke oder dem Typ benannt.
Aufgrund der Tatsache, dass in der Schweiz nur sehr wenige Feuerwehrfahrzeuge nach einer Norm beschafft werden, weichen auch die Bezeichnungen voneinander ab.

## Atemschutzfahrzeug (ASF)
Die Atemschutzfahrzeuge sind eine Abwandlung der PTF, sie haben Atemschutzgeräte, welche während der Fahrt angezogen werden können, ausserdem befinden sich in einem ASF auch noch grössere Mengen Ersatzflaschen. Im Normalfall können sich in einem ASF gleichzeitig sechs AS Geräteträger ausrüsten. Je nach Fahrzeug werden auch noch zusätzliche Geräte mitgeführt. Neben den AS Geräten, ist auch noch zusätzliches AS Material vorhanden (Truppüberwacherkoffer, Handfunkgeräte, Rettgeräte, Fluchthauben, …) sowie Getränke für einen längeren Einsatz.

## Autodrehleitern (ADL)

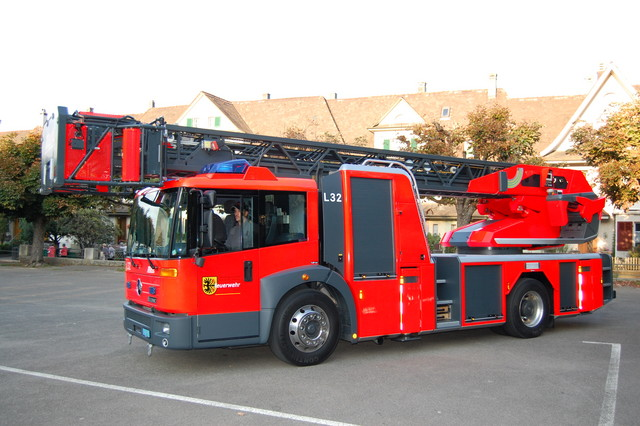
Die ADL der Feuerwehr Pratteln

Eine Autodrehleiter besteht im Wesentlichen aus einem Fahrzeug, auf dem eine Leiter mit einer Steighöhe von meist um die 30 Metern angebracht ist. Häufig befindet sich am Ende dieser Leiter ein Korb, von dem aus mittels Wasserwerfern eine Brandbekämpfung von oben möglich ist. Sie wird auch zur Rettung von Personen aus höherliegenden Stockwerken eingesetzt. Dazu kann eine Krankentrage horizontal auf dem Korb montiert werden.
Der Hauptbedienstand ist meist links am Drehgestell montiert. Übersichtliche Anzeigen und Steuerelemente, die der Maschinist auch mit Handschuhen problemlos bedienen kann, sind wichtige Merkmale der Miliztauglichkeit eines solchen Gerätes. Zur präzisen Steuerung der Leiter befindet sich ein zweiter Steuerstand im Korb. Neben Rettungs- und Löschaufgaben können Autodrehleitern auch zur Erkundung oder für die Beleuchtung eines Schadenplatzes genutzt werden.

## Einsatzleitfahrzeuge (ELF)
Einsatzleitfahrzeuge werden von der Einsatzleitung genutzt. Sie sind mit Kommunikations- und Führungsinfrastruktur ausgerüstet. Ebenfalls vorhanden sind in der Regel Unterlagen zu Gefahrgut, damit die Einsatzleitung eine Gefährdung jederzeit optimal beurteilen und entsprechend reagieren kann. In einigen Feuerwehren der Schweiz wie zum Beispiel bei der Berufsfeuerwehr Bern ist auch die Abkürzung „ELW“ für Einsatzleitwagen gebräuchlich.

## Hilfeleistungsfahrzeug (HLF)
Ein Hilfeleistungsfahrzeug bringt zusätzlich zur Ausrüstung eines Tanklöschfahrzeuges eine erweiterte Ausrüstung (Rettungssatz) für die technische Rettung von Personen. Durch die universelle Einsetzbarkeit dieses Fahrzeugtypes reduziert sich zudem der Personalaufwand bei einem Ersteinsatz.

## Hubrettungsfahrzeug / Hubretter (HRF resp. HBR)

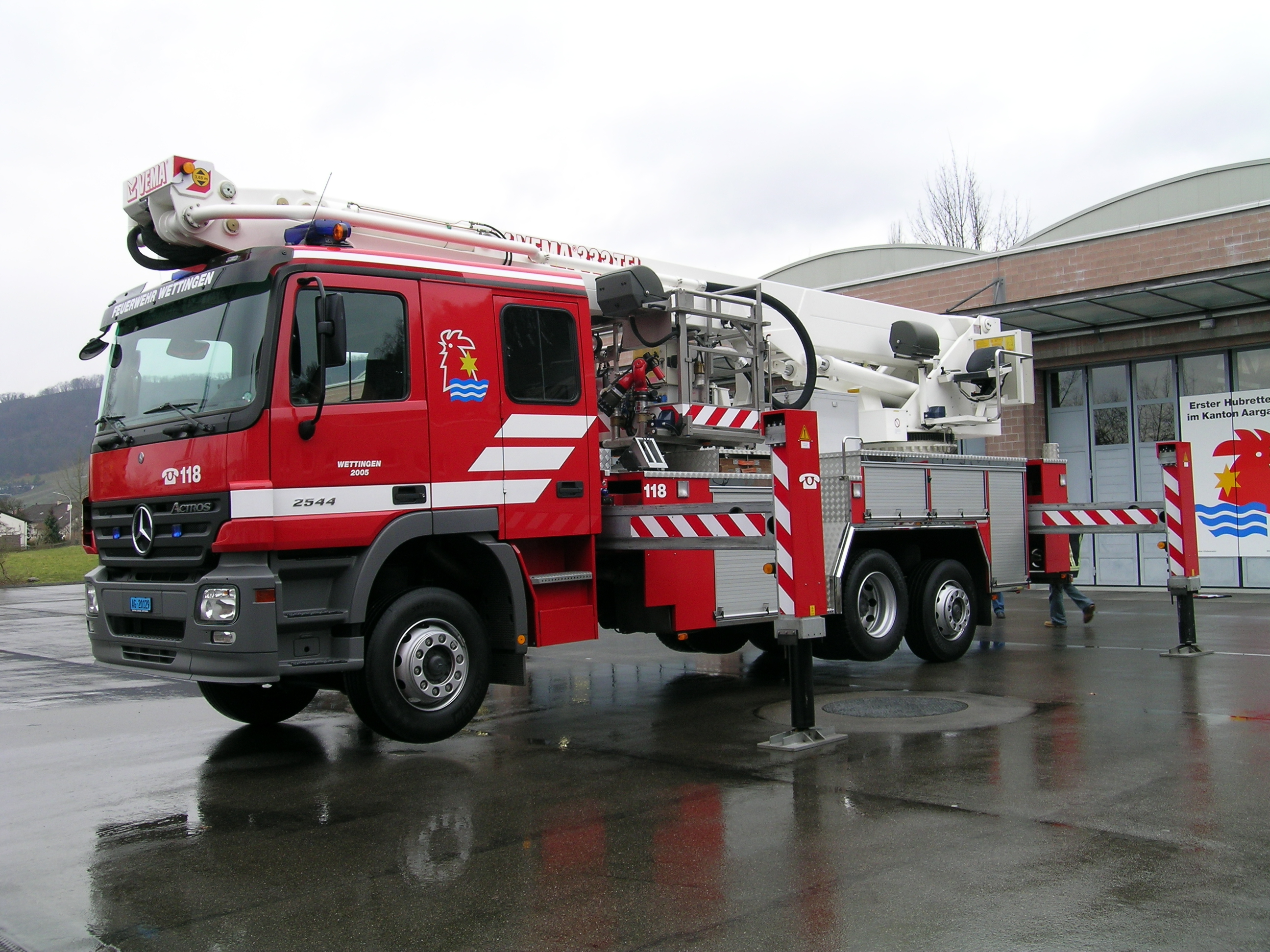
Hubretter in Wettingen

Hubretter erweitern häufig den Fahrzeugpark und sind mit einer Steighöhe von bis zu 112 Metern (Bronto Skylift) sehr gut für Personenrettungen aus Hochhäusern geeignet. Ebenfalls haben die Hubarme eine Wasser-Zubringer-Leitung fest eingebaut und ermöglichen so die Brandbekämpfung von oben auch bei sehr grossen Bränden und bei Bränden in grosser Höhe (auch im ferngesteuerten Monitorbetrieb).

## Feuerlöschboot

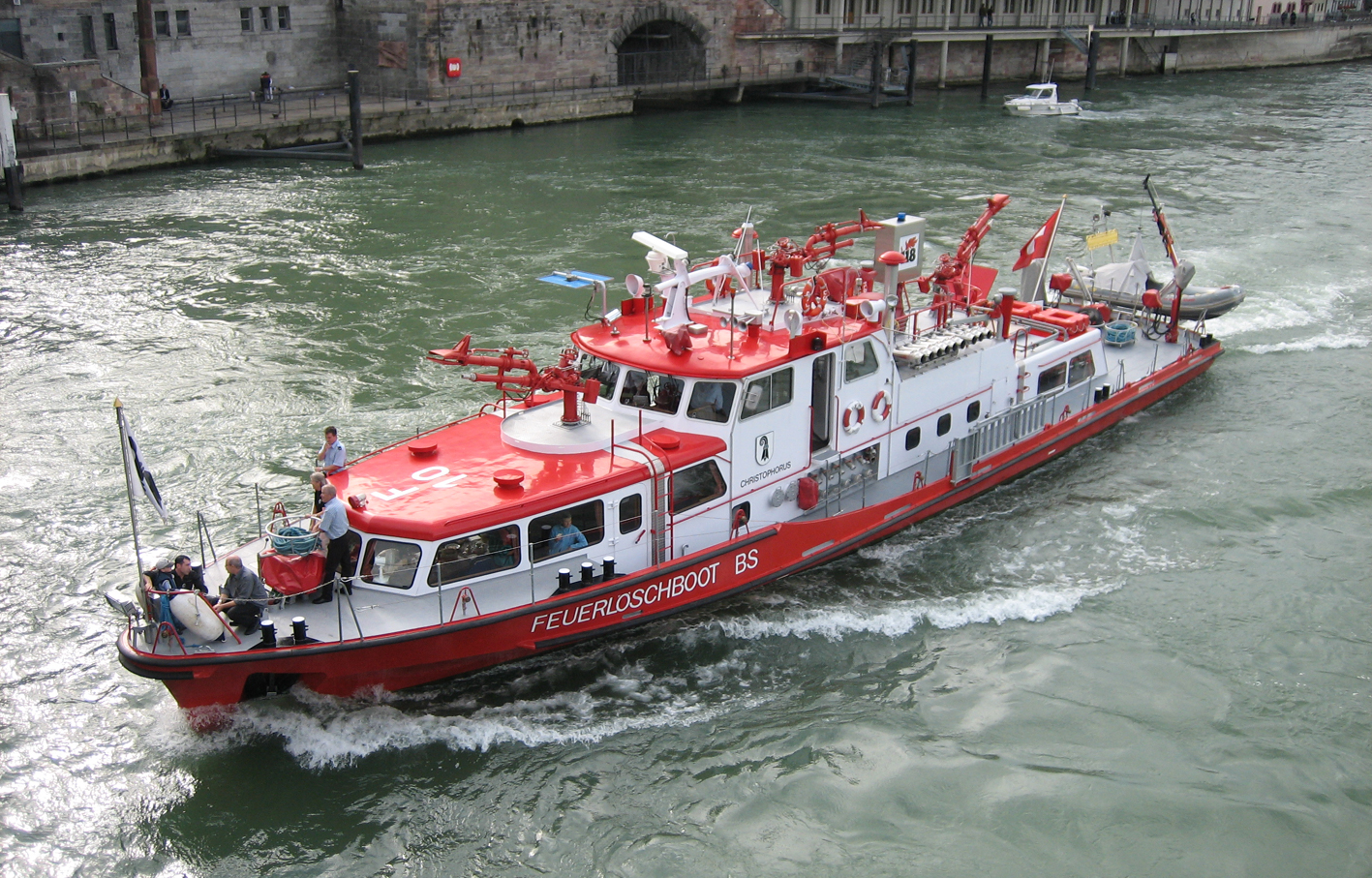
Feuerlöschboot auf dem Rhein in Basel (Schweiz)

Für den Einsatz auf Seen oder Flüssen gibt es spezielle Löschboote. Auf den kleinen Seen der Schweiz sind die Boote dementsprechend ebenfalls klein und nicht zu vergleichen mit denen, die man in grösseren Häfen am Meer sieht. Das Löschen vom Wasser aus kommt in der Schweiz kaum vor. Der Einsatz beschränkt sich auf Rettungsaktionen oder die Ölwehr. Bei grösseren Einsätzen in der Nähe eines Gewässers kann das Löschboot auch als Pumpe eingesetzt werden (z. B. Brand Schweizerhalle 1986).
In der Region Basel sind die zwei grössten Löschbote der Schweiz stationiert. Das Basler Boot hat seinen Anlegeplatz mitten in der Stadt Basel, während das Boot des Kantons Basel-Landschaft oberhalb der Schleuse Birsfelden an der Kraftwerksinsel seinen festen Standort hat. Beide Schiffe werden von der Berufsfeuerwehr Basel-Stadt betrieben.

## Kommandowagen (KOWA)
Kommandowagen dienen dazu, den Pikett habenden Offizier oder den Einsatzleiter an die Einsatzstelle zu bringen. Je nach Feuerwehr ist der KOWA direkt beim Pikettoffizier zu Hause, damit er direkt an den Einsatzort fahren kann. In einem KOWA finden sich Kommunikationsmittel (Funk, Einsatzleiternatel), Einsatzunterlagen/-pläne, Einsatzleiterweste, Sanitätsmaterial (einschliesslich AED) und meist noch gewisses Absperrmaterial. Meist ist der KOWA ein Personenwagen, welcher aber mit den üblichen Sondersignalen ausgerüstet ist.

## Löschfahrzeuge (LF)
Löschfahrzeuge bringen umfangreiches Material zur Brandbekämpfung mit, sind aber in der Regel nicht mit einem (oder allfällig mit einem sehr kleinen) Wassertank ausgerüstet. Zur Ausrüstung gehören Pulverlöscher und Schaumlöscher. Weiter sind Schläuche, Strahlrohre und Hydrantensätze sowie Sicherungs- und Beleuchtungsmaterial auf solchen Fahrzeugen untergebracht. Es kann eine kleinere Pumpe eingebaut oder eine Pumpe auf einem Anhänger (häufig Typ 2, mit VW-Käfer-Motor vom Typ Zivilschutz) mitgeführt werden.

## Materialtransportfahrzeuge (MTF)

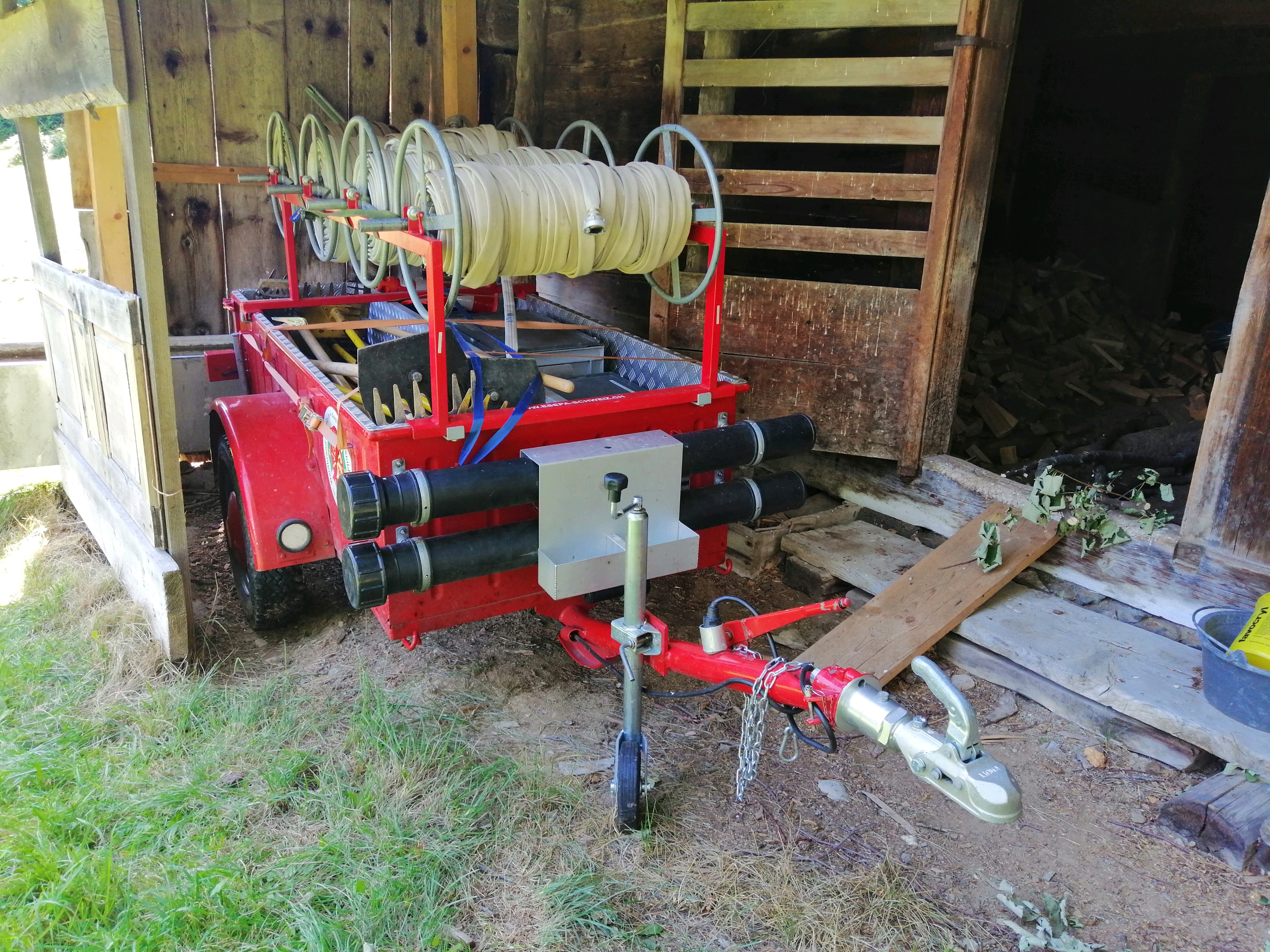
Materialtransportanhänger der ESPA Schweiz für die Waldbrandbekämpfung

Bei den Feuerwehren besteht häufig ein grosser Bedarf, Material an verschiedene Einsatzorte zu bringen. Dies wird durch Materialtransportfahrzeuge sichergestellt. Materialtransportfahrzeuge gibt es in verschiedensten Grössen, vom kleinen Zubringerfahrzeug bis zum grossen Transport-LKW, mit dem schwere Ausrüstung herangeschafft werden kann.

## Motorspritzen (MS)
Die von den Feuerwehren in der Schweiz verwendeten Motorspritzen stammen noch heute häufig aus ehemaligen Armee- und Zivilschutzbeständen. Diese Motorspritzen sind auf Anhängern untergebracht und werden mit Benzin betrieben. Insbesondere zum Ansaugen aus Gewässern werden diese Spritzen noch heute häufig verwendet, da sie relativ klein und mobil sind und auf diese Weise ohne grössere Probleme nahe an Gewässern stationiert werden können.

## Personentransportfahrzeuge (PTF) / Mannschaftstransporter (MT oder MaTra)
Personentransportfahrzeuge werden genutzt, um Feuerwehrangehörige zum Schadenplatz (Einsatzort) zu bringen. Auf diesen Fahrzeuge sind zudem häufig noch einige Atemschutzgeräte untergebracht.

## Pionierfahrzeuge zur Technischen Hilfeleistung (PIF)

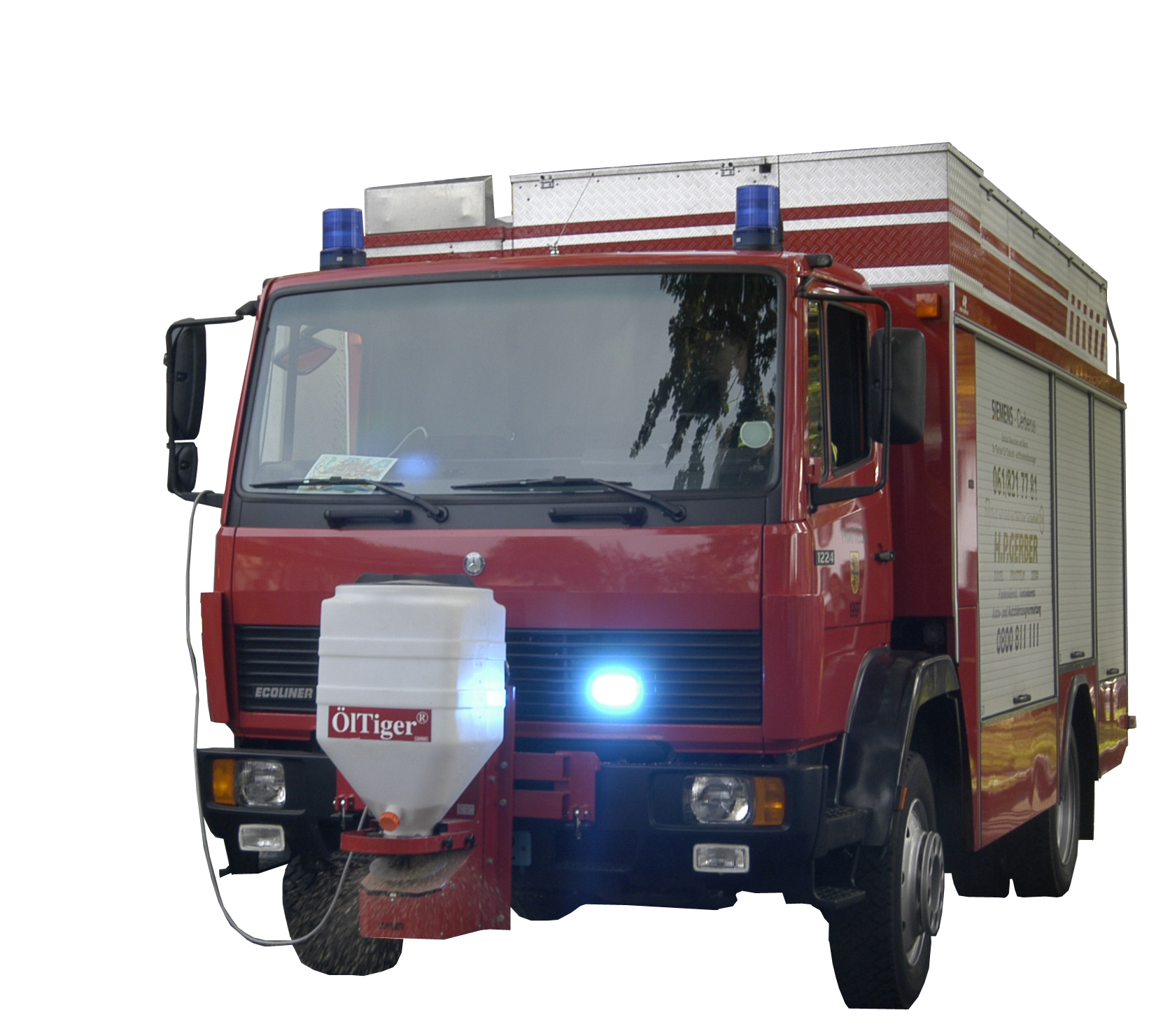
Das Pionierfahrzeuge zur Technischen Hilfeleistung (PIF) der Feuerwehr Pratteln

Pionierfahrzeuge werden für die Technische Hilfeleistung eingesetzt. Insbesondere finden sich darauf Gerätschaften wie Motorsägen, Hebekissen, hydraulische Scheren und Spreizer, aber in der Regel auch Löschmaterial sowie Absperrmaterial. Einige Pionierfahrzeuge haben auch Ölwehrmaterial an Bord. So hat das abgebildete Fahrzeug der Feuerwehr Pratteln einen Tank mit Ölbindemittel am Heck angebracht und kann bei einer Ölspur mit dem Öl-Tiger ausgerüstet werden.

## Sanitätsfahrzeuge (SAN)
Ein Sanitätsfahrzeug dient zur Erstversorgung von verletzten Brandopfern und Feuerwehrangehörigen. Es beinhaltet wichtiges Gerät für die Nothilfe und hält diverse Gerätschaften für die Erste Hilfe bereit. Auch Wolldecken und Getränke sind in der Regel auf einem Sanitätsfahrzeug zu finden.

## Sonder-Löschfahrzeug (SLF)

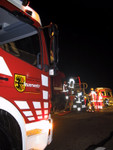
Das HLF der Feuerwehr Pratteln im Autobahneinsatz

Ein Sonder-Löschfahrzeug führt zusätzlich zur Ausrüstung eines Tanklöschfahrzeuges spezielle Löschmittel mit. Beispielsweise werden für den Einsatz bei Chemieereignissen mit Chlor, Brom oder anderen Halogenen gewisse Mengen an Natriumthiosulfat dem Löschwasser beigemischt, um so die Löslichkeit der Stoffe im Wassernebel zu erhöhen.

## Strassenrettungsfahrzeug / Strassenretter (SRF)

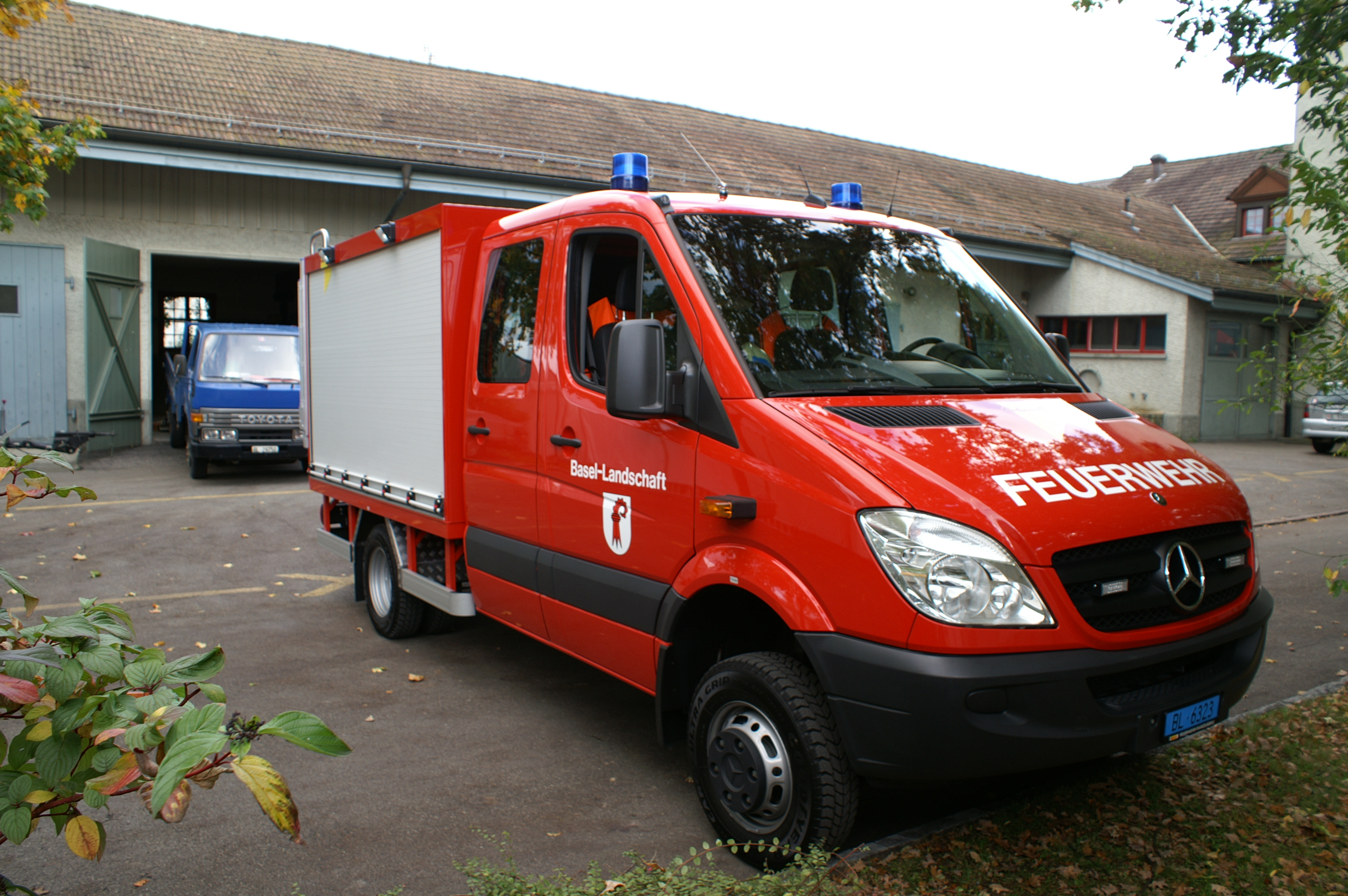
Strassenrettungsfahrzeug des Kantons Basel-Landschaft, stationiert bei der Feuerwehr Pratteln

Der Strassenretter wird bei Verkehrsunfällen benötigt, wenn Personen eingeklemmt sind. SRF sind meist kleinere Fahrzeuge (5–7 Tonnen), mit welchen ein schnelles Vorwärtskommen auch im Stau möglich ist. Die Ausrüstung des SRF ist speziell für die schnelle und schonende Rettung von Personen in Fahrzeugen zugeschnitten. So findet man auf diesem Fahrzeug grundsätzlich hydraulisch angetriebene Scheren, Spreizer und Zylinder sowie sämtliches Material, welches in der Strassenrettung eingesetzt wird. Neben diesen Werkzeugen befindet sich auch ein kleiner Tank auf dem Fahrzeug, um eine schnelle Erstellung des 3-fachen Brandschutzes sicherzustellen. Strassenretter sind Spezialfahrzeuge, welche bei Strassenrettungsstützpunkten im Einsatz stehen.

## Tanklöschfahrzeuge (TLF)

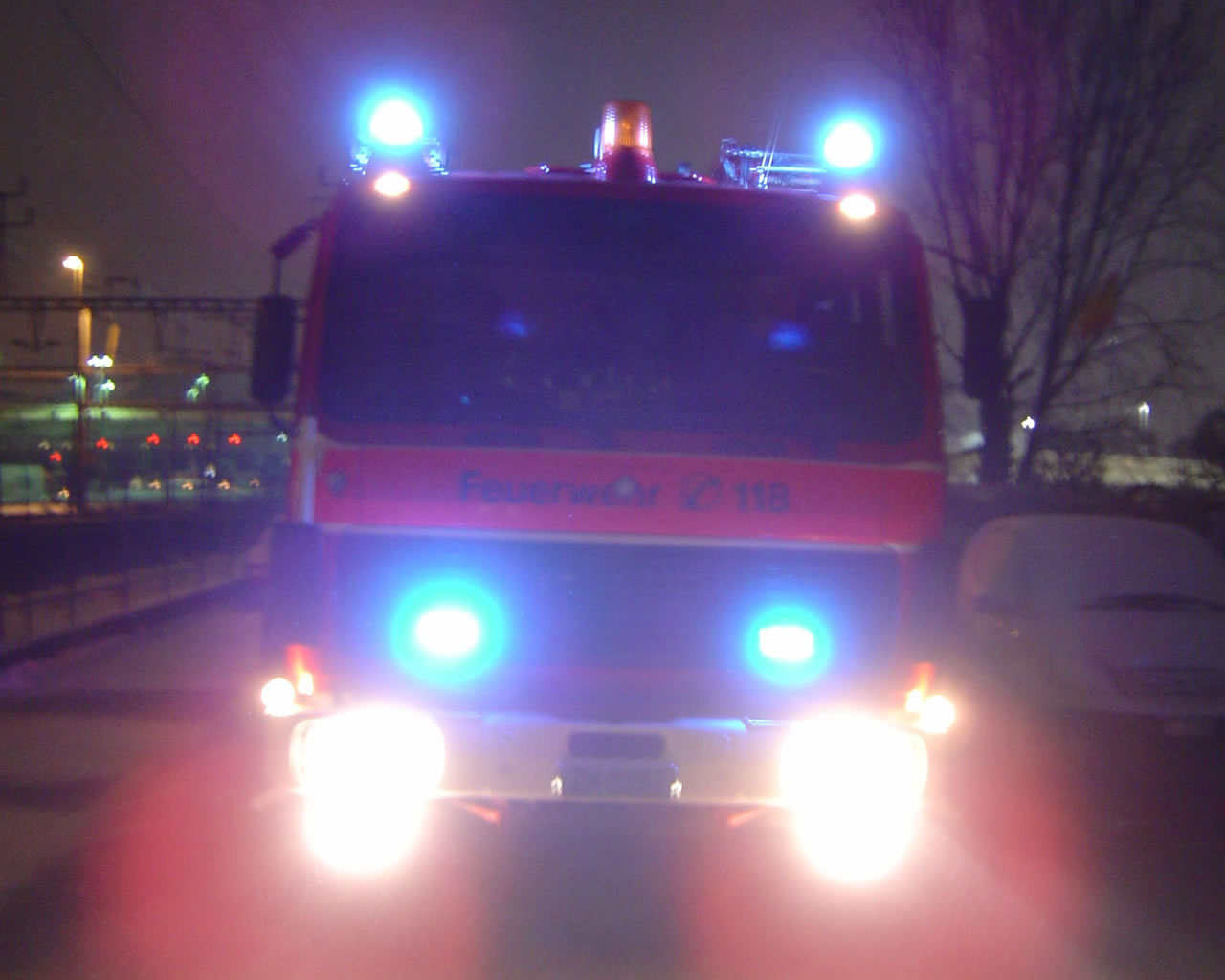
Ein TLF der Feuerwehr Zürich auf Einsatzfahrt

Tanklöschfahrzeuge bringen eine eigene Pumpe, in der Regel vom Typ 3, mit einer Minutenleistung von um die 2500 Liter und einen Wassertank mit einem Volumen von häufig um die 2300 Liter mit. Weiter sind auf einem solchen Fahrzeuge Schläuche, Strahlrohre, Hydrantensets sowie Material zur Verkehrsregelung und Absicherung, für die Technische Hilfeleistung und einige Atemschutzgeräte untergebracht. Auf dem Dach des TLF sind in der Regel Leitern zu finden.

## Universallöschfahrzeuge (ULF)
Bei Stützpunktfeuerwehren ist zusätzlich ein Universallöschfahrzeug (ULF) im Fahrzeugpark, welches im Grundsatz dieselben Löschmittel bereitstellt wie ein TLF. Ein ULF ist bloss eine «Schuhnummer grösser». Solche Fahrzeuge erreichen häufig Längen von bis zu 10 Metern und Gewichte von gegen 30 Tonnen. Eine Wasserpumpe des Typs 4 mit einer Minutenleistung von bis zu 4200 Litern kann ebenso zum Umfang gehören wie ein 5000 Liter Wasser- und ein 1500 Liter Schaumextrakttank. Im Kanton Zürich gehört zur Ausrüstung eines ULF zusätzlich noch eine Pulverlöschanlage mit 1500 Kilogramm Pulver. Natürlich können solche Fahrzeuge auch kleiner dimensioniert werden, sind es aber häufig nicht, und werden demnach nur bei Grossereignissen eingesetzt. In einigen Feuerwehren der Schweiz sind ähnliche Fahrzeuge schlicht als GTLF (Schreibweisen wie G-TLF oder auch (G)TLF sind nicht unüblich) im Einsatz. Bei der Berufsfeuerwehr Bern wird ein solches Fahrzeug im «Strassenrettungszug» eingesetzt. Es ist zusätzlich mit einer Strassenleit- und Warntafel am Heck ausgestattet und sichert so die Einsatzkräfte ab. Es wird häufig bei Rettungen und Fahrzeugbränden auf dem Nationalstrassennetz eingesetzt.

## Verkehrsabteilungsfahrzeuge (VAF)
Verkehrsabteilungsfahrzeuge bringen Material zur Verkehrssicherung und -regelung sowie Absperrmaterial mit. Sie können im Bedarfsfall auch unkompliziert als Transportfahrzeuge genutzt werden.